# Paraboles d'Artzt
En géométrie du triangle, les paraboles d'Artzt sont un triplet de paraboles liées à un triangle.

## Définition

Définition d'une parabole d'Artzt de premier type

Dans un triangle ABC, on construit un point P sur le côté (étendu) AB, puis on construit le parallélogramme AQPS, avec Q et S sur les deux autres côtés du triangle. Alors l'enveloppe des droites QS, pour tout P, est la parabole d'Artzt pour AB.
On construit de même les paraboles d'Artzt pour BC et AC.

## Propriétés

Les paraboles d'Artzt.

La parabole d'Artzt construite pour le côté AB est tangente en A à AC et en B à BC, mais aussi au côté du triangle médian parallèle à AB, en son milieu.
Les trois paraboles se croisent en trois points, qui forment un triangle homothétique au triangle médian, de centre d'homothétie le centre de gravité de ABC et de rapport 2/3.

Pour tout triangle (noir), ses paraboles d'Artzt ont leurs foyers sur son cercle de Lemoine.

Pour tout triangle (noir), ses paraboles d'Artzt ont leurs foyers sur son second triangle de Lemoine et le triangle formé par les directrices est homologique avec le triangle de référence.

Les foyers des paraboles d'Artzt sont les sommets du second triangle de Brocard (les intersections des symédianes du triangle ABC et de son cercle de Brocard, autre que le point de Lemoine).
Les directrices sont les droites passant par les points d'intersection entre les hauteurs du triangle et les droites perpendiculaires aux côtés du triangle et passant par ses sommets ; par exemple, la directrice de la parabole d'Artzt liée à AB est la droite passant par le point d'intersection de la hauteur issue de A et la perpendiculaire à CA passant par C, et le point d'intersection de la hauteur issue de B et la perpendiculaire à CB passant par C. Ces trois directrices et le triangle de référence sont homologiques.
En coordonnées barycentriques, les paraboles d'Artzt ont pour équations {\displaystyle (yz-{\tfrac {1}{4}}x^{2},zx-{\tfrac {1}{4}}y^{2},xy-{\tfrac {1}{4}}z^{2})}.